# 鈴木省吾 (政治家)
鈴木 省吾（すずき せいご、1911年8月7日 - 1999年10月4日）は、日本の政治家、法務大臣（第44代）、参議院議員（5期）。位階は正三位。

## 来歴
福島県岩瀬郡鏡石町出身。旧制白河中学、1933年、東京帝国大学農学部卒業。戦時中、大政翼賛会に入る。そのため、戦後、公職追放となる。その後福島県議会議員を経て、1968年の第8回参議院議員通常選挙に福島県選挙区から自由民主党公認で出馬し初当選。
党内では清和会（福田赳夫→安倍晋太郎→三塚博派）に所属し、参議院農林水産委員長を歴任。1985年12月から1986年7月まで第2次中曽根第2次改造内閣の法務大臣を務めた。1995年春の叙勲で勲一等旭日大綬章受章。
1998年、当時いわき市長だった岩城光英に地盤を譲り政界を引退。1992年の再選から引退まで最年長参議院議員だった。1999年10月4日、老衰のため埼玉県大宮市の自宅で死去、88歳。死没日をもって正三位に叙される。